# Karl Haenlein
Karl August Haenlein (* 28. Mai 1837 in Augsburg; † 23. Juli 1896 in München) war ein deutscher Verwaltungsjurist.

## Leben
Haenlein war ein Sohn des späteren bayerischen Ministerialrats August Haenlein in München und seiner Frau Minna, geb. Gombart aus Augsburg. Nach dem Besuch des humanistischen Gymnasiums in München studierte er Rechtswissenschaften in München und Göttingen. In München wurde er Mitglied des Corps Franconia, in Göttingen der dortigen Bremensia. 1859 bestand er in München das Universitätsexamen. Anschließend war er als Rechtspraktikant in Ansbach beschäftigt. Nach bestandenem Staatsexamen (1862) fand er eine Anstellung als Regierungsakzessist bei der Regierung von Mittelfranken in Ansbach. 1867 wurde er Bezirksamtsassessor in Amberg, 1876 Regierungsassessor und Kreisschulreferent bei der Regierung der Pfalz in Speyer. 1884 wurde er Bezirksamtmann in Bergzabern, 1885 Regierungsrat bei der Kreisregierung von Oberfranken in Bayreuth. Aus gesundheitlichen Gründen trat er im Oktober 1895 in den Ruhestand, den er in München verbrachte.
Seit 1867 war Haenlein mit Luise Freiin von Seefried auf Buttenheim verheiratet. Sein Sohn Karl fiel im November 1914 als Major und Bataillonskommandeur in Flandern.

## Auszeichnungen
- Verdienstorden vom Heiligen Michael IV. Klasse